# Amplinus latzeli
Amplinus latzeli är en mångfotingart som först beskrevs av Carl Graf Attems 1931.  Amplinus latzeli ingår i släktet Amplinus och familjen Aphelidesmidae. Inga underarter finns listade i Catalogue of Life.